# آنتونیو کارلوس دا سیلوا نیتو
آنتونیو کارلوس دا سیلوا نیتو (به پرتغالی: Antonio Carlos da Silva Neto) مهاجم اهل برزیل است که در شهر ناتال و در تاریخ ۲۹ اکتبر ۱۹۸۵ به دنیا آمده‌است.
آنتونیو کارلوس دا سیلوا نیتو در تیم‌های فوتبال Bahia سابقهٔ حضور دارد.